# Teyana Taylor
Teyana Meshay Jacqueli Shumpert (geborene Taylor; * 10. Dezember 1990 in New York City) ist eine US-amerikanische Sängerin, Schauspielerin, Tänzerin, Choreografin und Model.

## Biografie
Teyana Taylor wuchs im New Yorker Viertel Harlem auf. Ihre Familie kommt aus Trinidad und hat afrikanische Wurzeln. Bereits als Kind nahm sie an Talentwettbewerben teil. Ihre musikalischen Vorbilder sind Brandy, Lauryn Hill, Stevie Wonder, Janet Jackson und Michael Jackson.
Im September 2006 wurde Teyana Taylor, damals 15 Jahre alt, als Choreografin des Musikvideos zu Beyoncés Single Ring the Alarm genannt. Im Januar 2007 erhielt sie einen Vertrag bei Pharrell Williams’ Label Star Trak Entertainment. Im Februar 2008 erschien ihre Debütsingle Google Me.
Im August 2010 hatte Taylor in dem Film Stomp the Yard: Homecoming ihren ersten Auftritt als Schauspielerin. Im gleichen Jahr wirkte sie an Kanye Wests Album My Beautiful Dark Twisted Fantasy mit.
Anfang 2012 verließ Taylor Star Trak Entertainment und arbeitete zunächst als unabhängige Musikerin, bevor sie Mitte 2012 bei Kanye Wests GOOD Music unterschrieb. Ihr Debütalbum VII erschien im November 2014 und stieg bis auf Platz 19 der Billboard 200 und an die Spitze der US-R&B-Charts.
Nach dem zweiten Album K.T.S.E. (Abkürzung von „Keep That Same Energy“) von 2018 erschien im Juni 2020 Taylors drittes Album The Album, an dem Erykah Badu, Kehlani, Lauryn Hill, Future, Rick Ross, Quavo und Missy Elliot als Gastmusiker mitwirkten.
Im Mai 2022 gewann Taylor als Firefly die siebte Staffel der US-amerikanischen Version von The Masked Singer. Es folgte die Hauptrolle in dem preisgekrönten Familiendrama A Thousand and One (2023).

## Diskografie

### Alben
- 2014: VII
- 2018: K.T.S.E. (US: Gold)
- 2020: The Album (US: Gold)

### Singles
- 2014: Maybe (feat. Pusha T & Yo Gotti, US: Gold)
- 2014: Do Not Disturb (feat. Chris Brown, US: Gold)
- 2018: Gonna Love Me (Remix) (feat. Ghostface Killah, Method Man & Raekwon, US: Gold)
- 2019: How You Want It (mit King Combs, US: Platin)
- 2020: Morning (feat. Kehlani, US: Gold)
- 2020: Bare Wit Me (US: Gold)
- 2020: Wake Up Love (feat. Iman, US: Gold)

## Auszeichnungen für Musikverkäufe
| Silberne Schallplatte - Vereinigtes Königreich - 2023: für das Lied Dark Fantasy - 2023: für das Lied Gonna Love Me Goldene Schallplatte - Brasilien - 2024: für die Single Gonna Love Me - Vereinigte Staaten - 2023: für das Lied Rose in Harlem | Platin-Schallplatte - Vereinigte Staaten - 2025: für das Lied Issues/Hold On 2× Platin-Schallplatte - Vereinigte Staaten - 2024: für das Lied Gonna Love Me |

Anmerkung: Auszeichnungen in Ländern aus den Charttabellen bzw. Chartboxen sind in ebendiesen zu finden.
| Land/RegionAuszeichnungen für Musikverkäufe (Land/Region, Auszeichnungen, Verkäufe, Quellen) | Silber     | Gold       | Platin     | Verkäufe  | Quellen             |
| -------------------------------------------------------------------------------------------- | ---------- | ---------- | ---------- | --------- | ------------------- |
| Brasilien (PMB)                                                                              | —          | Gold1      | —          | 20.000    | pro-musicabr.org.br |
| Vereinigte Staaten (RIAA)                                                                    | —          | 10× Gold10 | 4× Platin4 | 8.000.000 | riaa.com            |
| Vereinigtes Königreich (BPI)                                                                 | 2× Silber2 | —          | —          | 400.000   | bpi.co.uk           |
| Insgesamt                                                                                    | 2× Silber2 | 11× Gold11 | 4× Platin4 |           |                     |

## Filmografie (Auswahl)
- 2010: Stomp the Yard: Homecoming
- 2011: Madea’s Big Happy Family
- 2012: Gang of Roses II: Next Generation
- 2012: Cruel Summer (Kurzfilm)
- 2013: The Start Up
- 2013: The Love Section
- 2015: Brotherly Love
- 2017: The Breaks (Fernsehserie, 5 Episoden)
- 2017–2018: Star (Fernsehserie, 3 Episoden)
- 2018: Honey: Rise Up and Dance
- 2018: Teyana & Iman
- 2018: Hit the Floor (Fernsehserie, 8 Episoden)
- 2018: The After Party
- 2019: The Trap
- 2021: Der Prinz aus Zamunda 2 (Coming 2 America)
- 2023: A Thousand and One
- 2023: White Men Can’t Jump
- 2023: The Book of Clarence
- 2025: Straw